# Ганнес Ляйнеманн
Ганнес Ляйнеманн (нім. Hannes Leinemann; 15 грудня 1908 — 1980) — німецький офіцер-підводник, капітан-лейтенант крігсмаріне.

## Біографія
В 1928 році вступив на флот. З жовтня 1939 по березень 1941 року служив в оперативному відділ штабу командувача підводним флотом, в березні-квітні 1941 року — в 2-му навчальному дивізіону підводних човнів. З квітня 1941 року — вахтовий офіцер підводного човна U-98. В травні-червні 1942 року пройшов курс командира човна. З 24 червня по 11 вересня 1942 року — командир U-266. У вересні 1943 року переданий  в розпорядження 8-ї флотилії. З травня 1943 по 8 травня 1945 року — 2-й офіцер Адмірал-штабу в штабі командувача підводним флотом на Заході.

## Звання
- Лейтенант-цур-зее (1 січня 1941)
- Оберлейтенант-цур-зее (1 жовтня 1941)
- Капітан-лейтенант (1 червня 1944)

## Нагороди
- Медаль «За вислугу років у Вермахті» 4-го і 3-го класу (12 років)
- Іспанський хрест в бронзі з мечами
- Залізний хрест 2-го і 1-го класу
- Нагрудний знак підводника